# 先师庙
先师庙，位于中国河北省秦皇岛市西大街三中，为秦皇岛市山海关区的一个省级文物保护单位，类型为古建筑，公布时间为2001年2月7日。
先师庙的历史年代为明代。